# یواس‌اس نیپسیک
یواس‌اس نیپسیک (به انگلیسی: USS Nipsic) یک کشتی بود که طول آن ۱۷۹ فوت ۶ اینچ (۵۴٫۷۱ متر) بود. این کشتی در سال ۱۸۶۳ ساخته شد.